# ベレンデイ族
ベレンデイ族（ベレンデイぞく、古東スラヴ語: береньдѣи、ロシア語: Берендеи）とは、11世紀から13世紀にかけてルーシ南部のステップで生活していた、テュルク系遊牧民の1部族である。ベレンデイという名の正確な語源は確定されていないが、オグズ族から分離・派生したとされている。

## 歴史
ベレンデイ族に関する、レートピシ（ルーシの年代記）上の最初の言及は、1097年にトルク族、ペチェネグ族と共にテレボヴリ公ヴァシリコと同盟を結んだというものである。その後、ベレンデイ族はルーシ諸公に従属する兵として、ポロヴェツ族との戦闘(ru)や、ルーシ諸公間の戦闘に関する記述中にしばしば言及されている。
1139年のキエフ大公ヤロポルクとチェルニゴフ公フセヴォロドとの闘争の際には、3万人のベレンデイ族がヤロポルクを支援した。S.プレトニョーヴァ(ru)は、1121年に当時のキエフ大公ウラジーミル・モノマフ（ヤロポルクの父）がルーシから追放した遊牧民軍事組織（Орда / オルダ）に対し、ヤロポルクがポロシエの牧草地帯を提供、以降ベレンデイ族はルーシの同盟者となっていたのではないかという推測を述べている。いずれにせよ、ポロシエのベレンデイ族は、1146年頃にはトルク族、ペチェネグ族などとチョールヌィ・クロブキと呼ばれる連合体をなし、ルーシ諸公に従属した。チョールヌィ・クロブキはコルムレニエ(ru)（寄食地、封地）に居住したが、トルチェスク、ロストヴェツ、サコフ、ベレンディチェフなどのいくつかのゴロド（都市）も建設した。
1155年、ベレンデイ族はキエフ大公位にあったユーリー・ドルゴルーキー（ユーリーはウラジーミル大公家出身の公であり、キエフ大公在位期に、ポロヴェツ族への遠征を行っていた。）に軍属した。地名学による検証は、ベレンデイ族の一部がウラジーミル大公国領に移住したことを証明している（スロボダ・ベレンデエヴァ、ポショーロク・ベレンデエヴォ(ru)、ベレンデエヴォ沼など）。S.プレトニョーヴァは、これらのベレンデイ族は、ユーリー・ドルゴルーキーとアンドレイ・ボゴリュブスキーがキエフ大公位にあった時期にポロシエから移住したとみなすのが、もっとも可能性が高いとしている。西ウクライナの多数の地名もまた、チョールヌィ・クロブキから分離した一団の移住に関連するとみなす推測が可能である。『イパーチー年代記』の1158年の項は、ヴォルィーニ公国軍中におけるベレンデイ兵の存在について伝えている。
13世紀になると、年代記上にベレンデイ族に関する記述が見られなくなる。モンゴルのルーシ侵攻に際しては、ベレンデイ族の一部はジョチ・ウルスに同化し、一部はブルガリアやハンガリーへと移住した。

## 派生作品
アレクサンドル・オストロフスキーの戯曲・『スネグーラチカ(ru)』（参照：スネグーラチカ）において、実在したベレンデイ族に若干関連する、善きベレンデイのツァーリの国が登場する。映画・『スネグーラチカ』の一部分の撮影が行われたコストロマでは、撮影後地が「ベレンデイ文化と休息公園」となった。